# Le Donjon de Naheulbeuk
Le Donjon de Naheulbeuk (DDN ou NBK) est une saga MP3 créée en 2001 par John Lang et diffusée gratuitement sur Internet.
Considérée comme la pionnière des feuilletons audio sur internet, elle est par la suite transposée en bandes dessinées et en romans.
La saga narre les péripéties d'une compagnie d'aventuriers débutants, constituée d'un ranger, d'un nain, d'une elfe, d'un voleur, d'une magicienne, d'un ogre et d'un barbare, initialement partis dans un donjon, le donjon de Naheulbeuk, afin d'y voler une relique, une des douze statuettes de Gladeulfeurha.
Après deux saisons sous forme d’épisodes audio téléchargeables gratuitement, la suite des aventures est apparue sous forme de romans : la saison 3 sort en 2008, intitulée La Couette de l'oubli (elle est aussi distribuée en douze épisodes audio), et la saison 4 est publiée l'année suivante sous le nom L'Orbe de Xaraz. Une cinquième saison, Le Conseil de Suak, est publiée en 2011. La sixième saison Chaos sous la montagne sort en 2014 puis le dernier livre Les Veilleurs de Glargh en 2019.
Une adaptation en bandes dessinées est lancée en 2005 et des jeux ainsi que des albums musicaux sont commercialisés. Un jeu vidéo, L'Amulette du Désordre, sort en 2020.

## Genèse

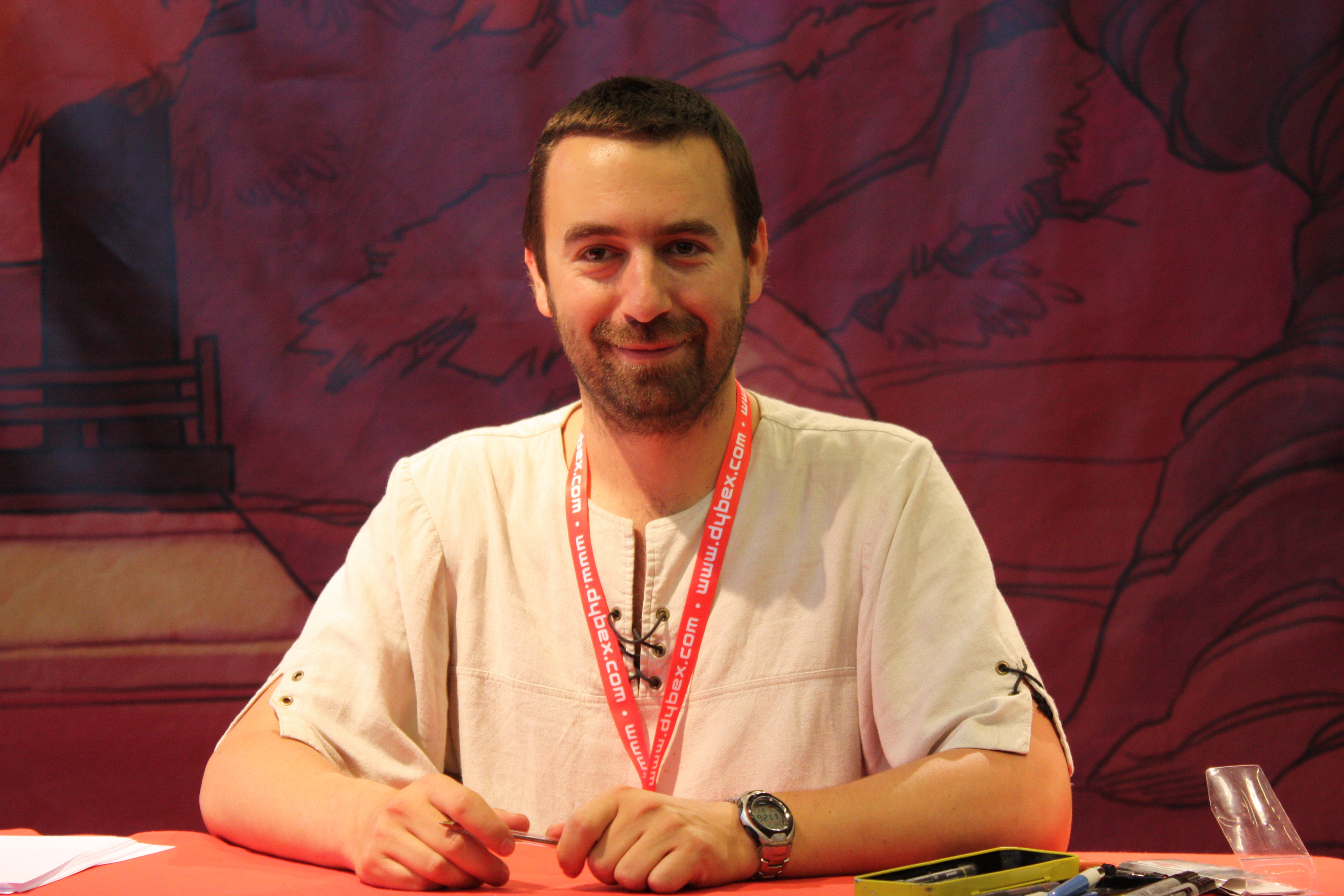
John Lang, créateur du Donjon de Naheulbeuk, lors de la Japan Expo à Paris (France) en 2008.

La première saison a demandé plus de deux ans de travail pour un résultat de quinze épisodes de quatre à dix minutes chacun, ainsi que diverses publicités parodiques. Outre le fait que cette saga adopte un mode de diffusion nouveau, l'originalité réside également dans le fait que les auditeurs de cette saga ont influencé son développement à travers une communauté de fans très active.
L'auteur s'est inspiré des 2 Minutes du Peuple de François Pérusse pour la conception sonore et de son expérience des jeux de rôle ainsi que des écrits d'Asp Explorer (Les Merveilleuses Aventures de Kalon) pour l'histoire.

## Scénario
Plusieurs personnages typiques des jeux de rôle se lancent dans une quête pour retrouver une prophétique statuette dans un donjon également archétypique, le fameux Donjon de Naheulbeuk.
La première saison raconte la recherche de la douzième statuette de Gladeulfeurha pour le compte du mage Gontran Théogal, qui cherche à accomplir une prophétie :
« Il est écrit dans les tablettes de Skélos que seul un Gnome des Forêts du Nord unijambiste dansant à la pleine lune au milieu des douze statuettes enroulées dans du jambon ouvrira la porte de Zaral Bak et permettra l’accomplissement de la prophétie. »
La deuxième saison raconte le voyage des aventuriers de Valtordu à Boulgourville, à l’auberge du « Poney qui tousse », où Gontran Théogal leur a donné rendez-vous. Ils apprennent alors qu'en remettant la statuette, ils ont précipité la fin du monde.
Le roman La Couette de l’oubli, qui constitue la troisième saison, raconte la quête qu’ils mènent afin de sauver le monde tout en étant poursuivi par de nombreux cultistes qui croient qu’ils sont des impies ayant vendu la statuette dans le but de provoquer la fin du monde.
Le roman L’Orbe de Xaraz raconte comment la compagnie choisit d’accomplir ce qu’ils considèrent comme leurs dernières aventures, maintenant qu’ils sont décidés à abandonner la vie d’aventurier. Mais la mort d’un des membres va changer la donne, et provoquer leurs retrouvailles avec un vieil ennemi…

### Saison 1:À la recherche de la statuette
L'auteur commence à travailler sur le Donjon de Naheulbeuk en septembre 2000. Les premiers épisodes sont mis en ligne 6 mois plus tard.
Une équipe d'aventuriers fait connaissance devant le donjon de Naheulbeuk,. Sitôt entrés, l’elfe tombe dans un piège. La compagnie peine ensuite dans un escalier obscur et glissant, au pied duquel débute une première bataille, contre des orques. Le voleur est blessé par l'elfe qui lui a tiré dessus, avant de le soigner.
Les aventuriers découvrent ensuite un magasin qu'ils saccagent, mais ils doivent fuir dans un labyrinthe car la vendeuse a donné l'alerte. Après une deuxième bataille (contre des gobelins), ils reçoivent l'aide d'un troll qui les dirige vers la taverne du château. Le nain et le voleur y déclenchent une bagarre et le groupe se disperse en prenant la fuite. Isolé, le nain est tué par une liche mais ressuscité par ses compagnons qui ont vaincu le monstre.
Le lendemain, alors que l'ogre est porté disparu, le voleur décède en tentant de crocheter une serrure piégée. L'ogre est retrouvé peu après en compagnie du ménestrel de la taverne, qui intègre le groupe. Les aventuriers sont encore confrontés à un démon, mais surmontent l'épreuve à force d'intelligence. Ils surprennent ensuite Reivax, le grand conseiller de Zangdar qui leur offre une information capitale pour récupérer la statuette. Dernier obstacle avant d'atteindre Zangdar, un golem de fer parvient à tuer le nain, qui est ramené une fois de plus à la vie. Le golem vaincu, le groupe parvient à obliger Zangdar à lui remettre la totalité de ses statuettes. Le nain entre alors en colère car il est le seul à n'avoir pas augmenté de niveau.

### Saison 2:Voyage en Terre de Fangh
Au point de rendez-vous avec son employeur, la compagnie apprend que, pour recevoir sa récompense, elle doit se rendre sous 7 jours à Boulgourville. Après une première journée de marche, le barbare tue un ermite que le groupe soupçonnait d'être un sorcier, et dort dans sa cabane. Le lendemain, le ménestrel est tué par un troll qu’il tentait de charmer à la guitare, et est vengé par ses compagnons. En fin de journée, ils rencontrent et assassinent d’Archein von Drekkenov, vampire hémophile qui ne boit que du sang de coyote (ce dont la magicienne se rendra compte trop tard).
Ils atteignent enfin Chnafon, première bourgade digne de ce nom, et peuvent faire des emplettes. Ayant repris la route, ils acceptent un nouveau membre, le paladin de Dlul, puis sont enlevés par les hommes-poireaux. Une guerrière les libère et réclame 3 000 pièces d’or qu’elle viendra chercher à Boulgourville. Entretemps, Zangdar s'est lancé à la poursuite du groupe.
Pour être sûr d'atteindre Boulgourville dans les temps, la compagnie choisit de couper par la forêt de Schlipak, empruntant un chemin sur lequel les voyageurs perdent la mémoire. Grâce à la magicienne, ils surmontent l'épreuve, ainsi qu'une rencontre avec une tribu de mangeurs de chair humaine. Ils rencontrent ensuite un groupe d'elfes qui leur soumet une énigme et les récompense de cadeaux à l'utilité douteuse. S'ensuit une dispute sur le chemin à prendre et le leadership de la compagnie, qui prend fin lorsque le paladin annonce qu'il quitte le groupe. La compagnie rencontre alors Aztoona, la cousine de la magicienne, qui les déleste de quelques objets et leur vend une couronne de téléportation. Le premier essai est un échec, et la compagnie atterrit dans le château de Gzor. Après avoir tué deux monstres, la compagnie se téléporte à nouveau, mais la succession de téléportations trop rapprochées a des effets secondaires indésirables, et le nain se retrouve avec des jambes surnuméraires.
Après une attaque en pleine nuit par des globzoules, la compagnie rencontre un sage qui leur parle en métaphores et se suicide par désespoir en apprenant quelle est leur quête. Reprenant la route, le groupe tombe dans une embuscade tendue par un bandit de grand chemin, que l'ogre tue facilement. La compagnie arrive enfin à Boulgourville. Elle y rencontre Gontran Théogal, qui leur donne enfin leurs pièces d’or. Mais ils doivent payer plusieurs taxes concernant leur quête, ce qui diminue considérablement leur gain final. Enfin, un mystérieux personnage leur annonce qu’en vendant la statuette à Gontran Théogal, ils ont provoqué la fin du monde, comme le leur avait prédit le vieux Song-Fu. Ils doivent donc repartir à l’aventure pour la lui arracher.
Les saisons audio se sont achevées le 6 mai 2008 sur l’épisode 30 de la saison 2, néanmoins John Lang a annoncé le 10 mai 2010 qu’à l’occasion des dix ans de la saga, il allait se consacrer au ré-enregistrement des tout premiers épisodes, afin de les proposer dans une meilleure qualité sonore et esthétique.
Après le succès des trois premiers romans en France, John Lang s'est attaqué depuis début septembre 2012 à l'adaptation des deux premières saisons de Naheulbeuk (parues jusqu'alors uniquement en audio et en BD) afin que la série puisse être traduite à l'étranger. Le roman, intitulé Le Donjon de Naheulbeuk : À l'aventure, compagnons, est sorti en juin 2013 aux éditions Octobre  (ISBN 978-2-915621-42-6).

### Saison 3:La Couette de l'oubli
La saison 3 est sortie le 20 juin 2008 sous forme d’un roman intitulé Le Donjon de Naheulbeuk : La Couette de l'oubli, paru aux éditions Octobre, texte de John « PoC » Lang, illustrations de Marion Poinsot, couleurs de Sylvie Sabater  (ISBN 978-2-915621-22-8).
Sur les conseils de Tulgar, la compagnie se met en route vers la tour de Gontran Théogal, Arghalion. Cependant, à travers toute la terre de Fangh, les sectes se mettent à leur recherche pour les punir d'avoir remis la statuette à Gontran Théogal. Parallèlement, des centaines d'aventuriers convergent vers Arghalion, pour dérober les statuettes avant le déclenchement de la prophétie.
Ville étape, Tourneporc voit une telle concentration d'individus peu scrupuleux tourner au désastre alors qu'une bagarre générale dégénère et conduit à la destruction de la moitié de la ville. Heureusement pour eux, les héros échappent à la bagarre mais doivent éviter la vindicte populaire. Ils retrouvent Tulgar devant Arghalion, où celui-ci leur explique la situation : Gontran Théogal n'est pas dans la tour, et les aventuriers qui se lancent à l'assaut du donjon meurent par dizaine. Il leur conseille de se rendre à Glargh pour trouver des informations auprès des rivaux du sorcier au sein de sa secte.
Pour ce faire, la compagnie loue ses services comme mercenaires auprès d'un batelier, Birlak Chaland. Contre toute attente, les aventuriers déjouent une attaque de pirates et échappent aux sectateurs qui s'entretuent. Ils échappent de nouveau aux sectes à Glargh à force de ruse, et obtiennent la carte pour accéder à un sanctuaire secret de Swimaf, vers lequel ils se rendent par téléportation. Ils y découvrent Gontran Théogal, en compagnie d'un gnome (Gluby) destiné à être sacrifié dans le rituel d'accomplissement de la prophétie. Gluby révèle que c'est lui qui avait dissimulé l'une des statuettes. La compagnie tue le sorcier et pille son antre. La quête prend fin, mais les compagnons décident de ne pas se séparer après le voyage de retour. De son côté, Zangdar rejoint enfin son donjon, pour découvrir qu'il en a été dépossédé en vertu d'une clause oubliée dans le contrat qu'il avait signé avec la Caisse des Donjons.
L’auteur a par la suite décidé de faire des versions audio de quelques passages: la discussion sur le nom de la compagnie, la rencontre avec l'auroch, la soirée à Tourneporc, la tentative de sauvetage de la guerrière, la tentative de mise au point d'une stratégie. Un épisode inédit dans le roman conte les mésaventures de Reivax et Zangdar, qui perd son donjon. De même, un épisode revient sur la saison 1 et raconte ce qui s'est passé avant que la compagnie ne rencontre Reivax. Enfin, un épisode récapitule la saison en seize minutes.

### Saison 4:L'Orbe de Xaraz
La saison 4, nommée Le Donjon de Naheulbeuk : L'Orbe de Xaraz, est sortie le 17 novembre 2009.
Peu après être sorti du sanctuaire, la compagnie est prise en chasse par un géant des collines, qu'elle met en fuite grâce à des bombes incendiaires qui appartenaient à Gontran Théogal. De retour à la civilisation, le nain et le barbare sont poussés à la bagarre par quelques paysans avinés, ce qui se termine en massacre. La compagnie fuyant une milice dirigée par un officier zélé, l'elfe s'assomme sur une branche et tombe à l'eau où elle se noie.
Elle est récupérée et son corps est préservé de la flétrissure, en attendant que la compagnie atteigne Waldorg, où un sorcier la ramène à la vie. Cependant, les autorités de la ville préparent un complot contre Glargh, pour prendre le dessus dans la rivalité commerciale les opposant. Ayant besoin d'une bande d'imbéciles utiles, ils jettent leur dévolu sur les Fiers de hache. Ceux-ci se voient confier une mission suicidaire, le vol de l'Orbe de Xaraz, un objet sacré gardé dans un temple dédié au Dieu Slanoush. Pour assurer leur couverture, ils doivent voyager en compagnie de supporters de brute-ball et d'un guide qui se fait appeler Trottesentier.
Cependant, la compagnie se trompe de bâtiment et pille le donjon en préparation d'un parent de Zangdar, dérobant l'orbe de Katakak, artefact maléfique servant à invoquer la créature du même nom, monstre gigantesque doté de pinces, cuirassé, aux 500 yeux et à l’énorme appétit. Ce dernier apparait en pleine représentation de brute-ball et commence à dévorer les spectateurs, mais il en meurt rapidement d'indigestion. Cela étant, Tulgar les retrouve et leur explique qu'ils ont indirectement sauvé le monde, en ramenant le Katakak à un moment où l'homme qui voulait l'invoquer n'était pas prêt à le contrôler pour gouverner le monde, et dans des circonstances qui ont permis d'en venir à bout.
Un épisode audio de dix minutes fait la synthèse de la saison.

### Saison 5:Le Conseil de Suak
La saison 5, nommée Le Donjon de Naheulbeuk : le Conseil de Suak, est sorti en juin 2011.
Les peuples de la Terre de Fangh s'agitent alors qu'une série d'agressions touche les différents peuples sans que le responsable soit identifié : en effet, des Barbares attaquent la Caisse des Donjons, des Elfes sylvains tuent la garde de nuit de Glargh, et des Nains vandalisent un village de Hobbits. Chacun démentant vigoureusement les faits qui lui sont reprochés, le concile de Waldorg décide d'organiser une réunion permettant de mettre au clair l'affaire, à la tour de Suak.
Les Fiers de hache sont directement concernés, car à la suite du décès de sa cousine, L'Elfe vient d'être couronnée reine des elfes de Folonariel sous le nom de Sélénia III. Toute la compagnie va alors préparer le peuple de Folonariel à la guerre. Au conseil de Suak, l'elfe noir Nak'hua Thorp démasque deux sorciers noirs qui utilisaient un puissant sortilège de métamorphose pour prendre l'apparence des émissaires de Glargh et envenimer les relations. Ceux-ci lancent divers maléfices, provoquant une longue pagaille et un combat aveugle.
L'affaire réglée, les envoyés de la Caisse des Donjons font part d'une découverte ; les sept Couronnes de la Guignes, reliques qui, rassemblées, provoquent un enchantement de masse rendant l'armée du possesseur invincible, ont été dérobées, chaque peuplade attaquée en possédant une. Désormais, il est probable qu'elles soient réunies, et que chaque attaque ne soit en fait qu'une fraction d'un plan diabolique utilisant les sorts de métamorphose. La Menace ne peut avoir qu'un nom : Gzor, le démon qui prépare une nouvelle fois son retour avec l'aide des sept Couronnes. Le soir même, une armée noire d'orques et de nogroks attaque les derniers membres survivants à la bataille, dispersant les combattants. Le Nain et le Ranger, capturés, sont délivrés par un raid des elfes de Folonariel. Dans sa fuite, le Nain dérobe plusieurs objets qu'il espère revendre plus tard.
La Compagnie cherche à quitter les lieux et se réfugie dans une galerie qui mène aux Ruines de Brelok, un temple oublié et peuplés de monstres de haut niveau. Ils parviennent cependant à se sortir d'une série de rencontres musclées, pour retrouver par hasard leur ancien ennemi, Zangdar, qui préparait ici son plan machiavélique (ouvrir une porte dimensionnelle de grande puissance entre les ruines de Brelok et la place Kjeukien, en plein centre de Glargh, et attirer dans la cité un nombre important de monstres), mais la Compagnie parvient sans le savoir à le faire échouer. Elle fuit le temple vers Glargh par le portail magique, laissant Zangdar fulminer devant son propre échec. La compagnie rejoint ensuite Glargh en tant que reine des elfe et sa suite. Il s'y tient une réunion de crise ; le Conseil n'a pas été un échec total, Nak'hua Thorp ayant habilement usé de ses dons pour les sortilèges de métamorphose pour la protection des survivants. Le plan de Gzor a été divulgué, mais il possède toujours les sept Couronnes. C'est du moins ce que l'on croit, jusqu'à ce que l'on découvre une des couronnes parmi les objets que le nain a volé aux soldats de Gzor (ce qui lui vaut d'être décoré). La guerre est néanmoins inévitable : la Compagnie rejoint les rangs des forces de la Terre de Fangh pour affronter l'armée de Gzor.

### Saison 6:Chaos sous la montagne
La saison 6, nommée Le Donjon de Naheulbeuk : Chaos sous la montagne, est sortie en novembre 2014.
La guerre fait rage entre les hommes, les elfes et les sorciers d'un côté et l'armée de Gzor de l'autre. L'état-major confie une mission à la Compagnie des Fiers de Haches: aller dans les montagnes récupérer une clé chez le seigneur nain Grumbild puis aller dans le désert des plaintes pour retrouver Rancurac, une cité abandonnée depuis des siècles où des sorciers avaient découvert de nouveaux sorts très puissants (la clé sert justement à entrer dans cette ville en ruine). L'état-major espère que la Compagnie, en fouillant dans les vieux documents laissés dans cette cité, découvriront quelques sorts inconnus qui pourraient anéantir l'armée de Gzor. Pour cette mission, la Compagnie recrute Sonjaska, une prêtresse de Youclidh qu'ils avaient déjà rencontré dans Le Conseil de Suak et qui a perdu tous ses équipiers durant la guerre.
Pendant ce temps, Zangdar et Reivax (furieux depuis leur dernier échec) apprennent que les Fiers de Haches doivent aller dans la cité abandonnée de Rancurac et décident d'aller les attendre là-bas pour les éliminer une fois pour toutes. En parallèle, Vladostuu, prince des vampires, apprend que son ami Archeïn Von Drekkenov s'est fait tuer et essaie de retrouver le coupable. À cause d'une méprise, il en vient à croire que Zangdar est l'assassin et se lance à sa poursuite.
Les Fiers de Haches et Sonjaska se rendent dans les mines de Mir-Nodd dans les montagnes. Là, le seigneur nain Grumbild accepte de leur donner la clé dont ils ont besoin s'ils éliminent un démon et ses soldats zombis qui font régner la terreur dans ces mines. Après une violente bataille, les Fiers de Haches triomphent du démon et reçoivent la clé en récompense. Le triomphe est de courte durée: cent soldats de Gzor attaquent les mines pour capturer la Compagnie qui s'enfuit sur un wagonnet dans une caverne longue de vingt kilomètres qui débouche dans les montagnes. La Compagnie se retrouve obligée de voyager dans la neige en pleine montagne pour atteindre le désert. Durant le périple, Sonjaska et le Barbare deviennent amants. La Compagnie atteint le désert et finit par arriver à Rancurac la cité abandonnée. Grâce à la clé offerte par le seigneur nain Grumbild, la Compagnie entre dans les bâtiments et la Magicienne se met à fouiller les vieux papiers des sorciers qui vivaient là autrefois pour trouver des sorts secrets et surpuissants qui pourraient anéantir l'armée de Gzor.
Malheureusement, à ce moment, Zangdar, Reivax et deux tueurs qu'ils ont engagés arrivent dans la ville pour régler leurs comptes avec la Compagnie. Peu après, ce sont les soldats de Gzor qui font leur entrée dans la cité en ruine pour éliminer les Fiers de Haches. Vladostuu le vampire (toujours à la recherche de Zangdar) arrive en dernier et crée une armée de squelettes pour l'épauler. Les trois clans commencent à s'entretuer. Les Fiers de Haches sortent des bâtiments avec quelques papiers parlant de sorts surpuissants et tombent en plein sur la bataille. Zangdar est tué au cours de la bataille (brulé vif par le dragon de Gzor) et Reivax panique et s'enfuit dans le désert. Sonjaska, elle aussi, périt dans les flammes du dragon sous les yeux horrifiés du Barbare. Les renforts arrivent et sauvent les Fiers de Haches en mettant en fuite les soldats et le dragon de Gzor et Vladostuu. Les Fiers de Haches et le corps de Sonjaska sont rapatriés.
Deux jours plus tard, de retour au camp, on leur apprend que la mission est un succès : grâce aux sorts surpuissants qu'ils ont découverts dans les ruines, les sorciers sont en train d'anéantir l'armée de Gzor. On leur apprend aussi que Sonjaska a en fait survécu à ses brûlures et a été entièrement soignée par les mages. Malgré la jalousie et l’intérêt évident que lui porte la Magicienne, le Ranger décide qu'il va continuer (même si doit être long) de tenter sa chance avec l'Elfe. La Compagnie décide que l'heure de la séparation est venue (certains ayant envie de rentrer chez eux). Ils se mettent d'accord pour rester ensemble sur le chemin du retour le temps qu'ils puissent vendre ce qu'ils ont volé et partager le butin avant de se dire adieu.

## Personnages principaux
Les récits du Donjon de Naheulbeuk se concentrent sur une compagnie hétéroclite aux membres malchanceux, maladroits et très égocentriques. Au total, la compagnie a accepté dix personnages mais la compagnie qu’ils forment ne contient à aucun moment plus de sept membres. Durant la première saison, la mort d'un personnage présent depuis le début peut survenir à tout moment. Ce n'est plus vrai ensuite, les personnages présents depuis le début de la saison 1 survivent à toutes les péripéties qui suivent. Au départ, ces héros n'ont pas de nom, partant du principe que les personnages principaux se reconnaissent facilement en nommant seulement leur classe. Dans les campagnes suivantes, différentes circonstances évitent de révéler leur vrai nom : l'Elfe devenue reine reçoit le même nom de règne que ses prédécesseures, le Barbare se donne un faux nom par fierté, le Ranger reçoit le surnom « commandant Bradorc » de ses hommes.
Après sa première quête, la compagnie s'est cherché un nom sans succès. Des discussions, seul est resté un jeu de mots du Nain, qui s'impose finalement malgré la réprobation de ses camarades : « La Compagnie des Fiers de Hache » (ce nom prend son sens au fur et à mesure puisqu'à la fin de la série, la moitié de l'équipe utilise des haches au combat : le Nain, l'Ogre et le Barbare).
Six des membres sont présents depuis la création de la compagnie.

### Le Ranger
Aventurier standard qui s'est autoproclamé chef de l'équipe et qui tente de donner un semblant de cohésion au groupe. Avant de partir à l’aventure, le Ranger était rempailleur de chaises dans son village. Il doit sans relâche séparer l’Elfe et le Nain et apaiser les discussions pendant les négociations. Il aime les combats préparés à l’avance, chose difficile avec le Nain et le Barbare. Il est parfois désespéré et a souvent des « envies suicidaires ». Il a également tendance à vouloir utiliser des compétences qu’il n’a pas. C’est aussi lui qui se rince le plus souvent l’œil sur les charmes de l’Elfe sylvain du groupe. Il meurt tué par une taupe-garou en tentant de l’attaquer avec un sandwich au thon et va au paradis des aventuriers, mais il ressuscite aussitôt. Il n’a qu’un semblant de courage mais est tout aussi drôle lorsqu'il échafaude des stratégies de combat lui permettant surtout de ne pas y prendre part. Il a cependant des accès de courage ; il n'a pas hésité à attaquer le troll qui venait de tuer le ménestrel, et s'est jeté sur une taupe-garou géante. Ses qualités de chef sont plus que douteuses (ce que lui font souvent remarquer ses coéquipiers). À la suite d'une magie chamane pour guérir son bras cassé (depuis un affrontement contre un monstre en saison 5), celui-ci s'est transformé en bras d'orque, ce qui lui vaut le nouveau nom : « commandant Bradorc ». 
Il passe au niveau 2 (après avoir vaincu Zangdar) à la fin de la Saison 1, au niveau 3 après la mission d'escorte sur la rivière, au niveau 4 à la suite de l’affaire de l’orbe de Xaraz et au niveau 5 après avoir, avec son équipe, vaincu le démon Eurynome et ses guerriers zombis dans les mines de Mir-Nodd. Il est originaire de la ville de Loubet, à 40 km au sud de Valtordu, en longeant la rivière Glandebruine.

### Le Barbare
Combattant faisant partie de la tribu des Cardiacs. Il manie l’épée et n’est vêtu que d’un pagne. L'odeur de ses pieds est redoutée par tout le reste de la compagnie. Il ne pense qu’à se battre, faire ripaille avec le Nain et n’aime pas la magie. Son principal leitmotiv est « Baston ! » ; il considère le manque de combativité de ses coéquipiers comme un signe de faiblesse et qualifie régulièrement les membres de la compagnie de « mauviettes », « tarlouzes » et autres « lâches ». Le personnage est inspiré de Conan le Barbare, notamment pour ce qui est de la croyance du personnage (« Crôm ! »). Il déteste la poésie du Ménestrel. Il manque d’intelligence (bien que celle-ci augmente à chacun de ses niveaux), et il ne sait compter que sur ses doigts (d'après ses propres mots « Je sais compter un, deux et beaucoup…»). Il s'est lancé dans l'aventure pour impressionner sa cousine Oanell et en empruntant une épée à son oncle Hok-Dan. 
Il passe au niveau 2 après avoir résolu une énigme dans le donjon de Naheulbeuk, au niveau 3 après la mission d'escorte sur la rivière, au niveau 4 à la suite de l’affaire de l’orbe de Xaraz et au niveau 5 après avoir, avec son équipe, vaincu le démon Eurynome et ses guerriers zombis dans les mines de Mir-Nodd. Il est le seul membre de la compagnie qui aura une liaison amoureuse au cours de la série : vers la fin de Chaos sous la montagne, il se mettra en couple avec la pretresse Sonjaska. Il est originaire du clan Druggal dans les terres de Kwprztt au nord de Waldorg.

### L'Elfe
Archère, peu douée au tir à l'arc, plus qu’un peu naïve, à la poitrine avantageuse, toute de vert vêtue et qui a horreur du Nain (d’ailleurs, c’est réciproque). Ses activités préférées sont cueillir des framboises, manger des salades en coiffant des poneys (la culture Elfique), et se baigner ou bronzer dans le plus simple appareil. Elle aime beaucoup le Ménestrel. On sait qu'elle a un frère appelé Yaduzef. Elle meurt puis ressuscite au cours de la saison 4. À la suite du meurtre de sa cousine, elle devient reine des elfes Sylvains de Folonariel sous le nom de Sélénia III. 
Elle passe au niveau 2 après le combat contre un Golem de fer dans le donjon de Naheulbeuk, au niveau 3 après la mission d'escorte sur la rivière, au niveau 4 à la suite de l’affaire de l’orbe de Xaraz et au niveau 5 après avoir, avec son équipe, vaincu le démon Eurynome et ses guerriers zombies dans les mines de Mir-Nodd. Elle est originaire du royaume elfe de Folonariel, dans la forêt que les humains appellent Groinsale, au Nord du lac Aspousser.

### Le Nain
Guerrier pénible et avide de disputes, parlant couramment la langue des Gobelins, et dont la force et la répartie compensent la taille. Prêt à tout pour remplir sa bourse, poivrot invétéré, il ne supporte pas l’Elfe (ce qui est réciproque) et fait preuve d’un très mauvais caractère. Grand amateur de bonbons Chiantos, il combat à la hache. Il meurt par deux fois (tué d’abord par surprise par une Liche puis par un Golem de fer à la hache) et se retrouve au paradis des Nains d’où il est rappelé à la vie pour son plus grand malheur. Il fait par la suite preuve d'une certaine prudence, c’est-à-dire une tendance à imaginer des stratégies faisant appel à des machines improbables, surtout vis-à-vis des situations les plus périlleuses. Pour l’argent, il va jusqu’à calculer le partage des 8 000 pièces d’or entre 7 personnes, au prorata du temps passé dans le groupe (en intégrant le raccourcissement de la durée du jour) et proposant un second calcul visant à intégrer des coefficients en fonction de la dangerosité des situations et de l'expérience rapportée par les monstres abattus. Son intelligence lui permet de résoudre les énigmes et il peut se montrer intarissable sur la géologie. Il est l’arrière-petit-fils du célèbre voyageur nain Gurdil. Bien qu'il ne supporte pas l'Elfe, il fut très affecté par sa mort dans la saison 4, c'est comme "s'il avait perdu sa hache et qu'il ne pourrait plus jamais en racheter". De tous les membres du groupe, c'est avec le Barbare qu'il s'entend le mieux. En effet, ils ont en commun d'opter pour le combat dans la plupart des situations impliquant des ennemis, et de manière générale n'hésitent pas à qualifier de lâcheté les options souvent retenues par les autres aventuriers (la fuite, la ruse ou la négociation). Malgré ces rapprochements idéologiques, le Nain ne considère pas le Barbare comme son ami ; comme il le clame souvent lui-même, il n'a pas d'amis. 
Il passe au niveau 2 après avoir vaincu un Homme-Lézard mutant dans le château de Gzor, au niveau 3 après la mission d'escorte sur la rivière, au niveau 4 à la suite de l’affaire de l’orbe de Xaraz et au niveau 5 après avoir participé à la bataille des Ruines de Rancurac à la fin de Chaos sous la montagne. Il est originaire de Jambfer, dans les montagnes du Nord ouest, à côté de Mliuej.

### La Magicienne
Jeune femme rousse passionnée par les livres en général, et les livres de sorts en particulier. Elle est la seule apte à comprendre le langage ogre, ainsi qu’à peu près tous les langages de la terre de Fangh, et utilise surtout la magie de combat. C’est une véritable bibliothèque humaine. En revanche, elle ne sait pas s’orienter. Côté magie, elle est particulièrement nulle au début, mais s’affirme après le niveau deux et devient sans doute l’élément le plus destructeur de l’équipe avec le Barbare. Elle tente de remédier à la naïveté de l’Elfe bien que ce soit une tâche ardue. Un accident magique survenu pendant ses études lui a altéré définitivement la voix. Elle n'a pas d'inimitié déclarée, et constitue le véritable ciment du groupe, partageant dans les faits la direction de la compagnie avec le Ranger. 
Elle passe au niveau 2 après avoir surmonté l'épreuve du Golbarg dans le donjon de Naheulbeuk, au niveau 3 après la mission d'escorte sur la rivière, au niveau 4 à la suite de l’affaire de l’orbe de Xaraz et au niveau 5 après avoir, avec son équipe, vaincu le démon Eurynome et ses guerriers zombis dans les mines de Mir-Nodd. Elle est originaire de Kjaniouf, à l'embouchure du fleuve Elibed, et a pour nom complet Félicie Journaille.

### L’Ogre
Grande créature verte toujours affamée s’exprimant par borborygmes primitifs. Prêt à manger n’importe quoi, il agit par instinct, ce qui le fait bien s’entendre avec le Barbare, mais reste dévoué à la protection de la Magicienne, seule apte à comprendre sa langue. Il aime aussi jouer de la guitare et c’est le seul, avec l’Elfe, à apprécier la musique du Ménestrel. L’aventure, d’après lui, consiste à découvrir de nouveaux goûts et nouvelles nourritures. 
Il gagne des niveaux au même rythme que ses compagnons, mais son niveau exact n’est jamais précisé. Il est originaire de la lisière Est de la forêt de Schlipak.
Aux côtés de ces six membres, le groupe en a temporairement compris trois autres :

### Le Voleur
Homme rusé, mais pour le moins couard, qui préfère éviter les combats. Il a de bonnes manières, mais a le plus souvent subi les quolibets du courtaud, et a pu constater à ses dépens la force de frappe du Barbare. Il prend l’Elfe en grippe depuis que celle-ci lui a tiré une flèche dans le dos, lors d’une détection des pièges. Cette dernière compétence laisse d'ailleurs à désirer : il sera en effet réduit en tas de cendres par un piège magique, lors du crochetage de la serrure piégée d’une porte. Il est originaire de Noghall, entre la forêt de Groinsale et le lac Aspousser.

### Le Ménestrel
Musicien très - voire trop - poétique, récitant vers sur vers, accessoirement le souffre-douleur du Barbare. Il ne supporte pas la rustrerie du Nain et prend l’Elfe comme muse. La compagnie sera impressionnée par son expérience, le Ménestrel étant de niveau 3, mais qui ne sert qu’au maniement de la guitare. Il sait toutefois danser, jongler, jouer des instruments à corde et des percussions, grimper aux arbres et faire des sacs en macramé. Il sera finalement écrasé par un troll, après avoir tenté d’amadouer la créature en lui jouant de la guitare. Il est originaire de Valtordu, village bien connu du Sud ouest de la terre de Fangh.

### Le Paladin
Aspirant paladin de Dlul (dieu du sommeil et de l’ennui). Il effectue des prières pour son dieu en dormant, parlant d’une voix soporifique. La compagnie le rencontra lors de leur aventure sur le chemin (prétendument « rendant hommage à son dieu ») dans la forêt. Il la rejoint pour participer à la quête et gagner de l’argent pour s’acheter une puissante relique, le Polochon mystique de Zuggira. Sa bénédiction est « Dlul vous aime et vous fait bailler ». Particulièrement inutile, il possède des objets de combat mais ne s’en sert pas. Il quittera le groupe pour rejoindre la reine des elfes Lunelbar (Norelenilia de Nilnerolinor) dont il est tombé amoureux. Plus tard, dans une auberge où il rencontre le Ranger, il raconte qu’il a eu des mésaventures et n’a pas réussi à parler à la reine Norelenilia de Nilnerolinor ; il raconte également qu’il s’est converti de Dlul à Picrate (déesse du Vin). Il est niveau 2 (d'après un document du roman La Couette de l'Oubli). Il est originaire de Noghall, entre la forêt de Groinsale et le lac Aspousser.
Enfin, à la suite de la défection du Paladin, le Ranger décide, suivi par le reste du groupe, qu'ils n'accepteront plus personne dans l'équipe. Deux exceptions seront cependant faites :

### Gluby
Gnome des Forêts du Nord, qui fut recruté par Gontran Théogal pour pouvoir déclencher la prophétie de la porte de Zaral Bak. Le mage niveau 12 voulait pour cela lui couper une jambe, mais Gluby avait compris son plan et lors du passage des aventuriers chez Gontran, le gnome décide de les aider. Après la mort de Gontran Théogal, il rejoint la compagnie. Il est petit et peut faire toutes sortes d’acrobaties et contorsions. Il est de plus très malin, trouvant les solutions pour surmonter les obstacles au nez et à la barbe des autres compagnons. Ceux-ci refusent de reconnaître ses mérites, persistant la plupart du temps à le considérer davantage comme un animal de compagnie que comme leur égal. Il monte de niveau après l’affaire de l’orbe de Xaraz mais on ne sait pas duquel il s’agit. Il meurt écrasé par un rocher lancé par une catapulte à la bataille du pont de Juienal (au début de Chaos sous la montagne).

### Sonjaska, la prêtresse de Youclidh
Prêtresse qui maîtrise la magie de soin et de guérison. Les aventuriers l'avaient déjà rencontrée dans l'affaire du Conseil de Suak, quand elle voyageait avec ses équipiers, les Cerbères du Néant. Au début de Chaos sous la montagne, ils la retrouvent pendant la bataille de Juienal alors que tous ses équipiers se sont fait tuer. Lorsque le Barbare se fait trancher la jambe en plein combat, elle aide à le ramener au campement et lui rend sa jambe grâce à ses pouvoirs. Impressionné par ses talents et surtout charmé par sa douceur et sa tendresse, le Ranger réussit à convaincre le reste de son équipe qu'elle pourrait être utile et qu'il faut la recruter. Il déchante vite quand il se rend compte qu'elle n'a d'yeux que pour le Barbare avec qui elle finit par se mettre en couple, mais est tout de même satisfait de voir le Barbare penser à autre chose qu'à la baston.

## Adaptations dans d’autres médias

### Musique

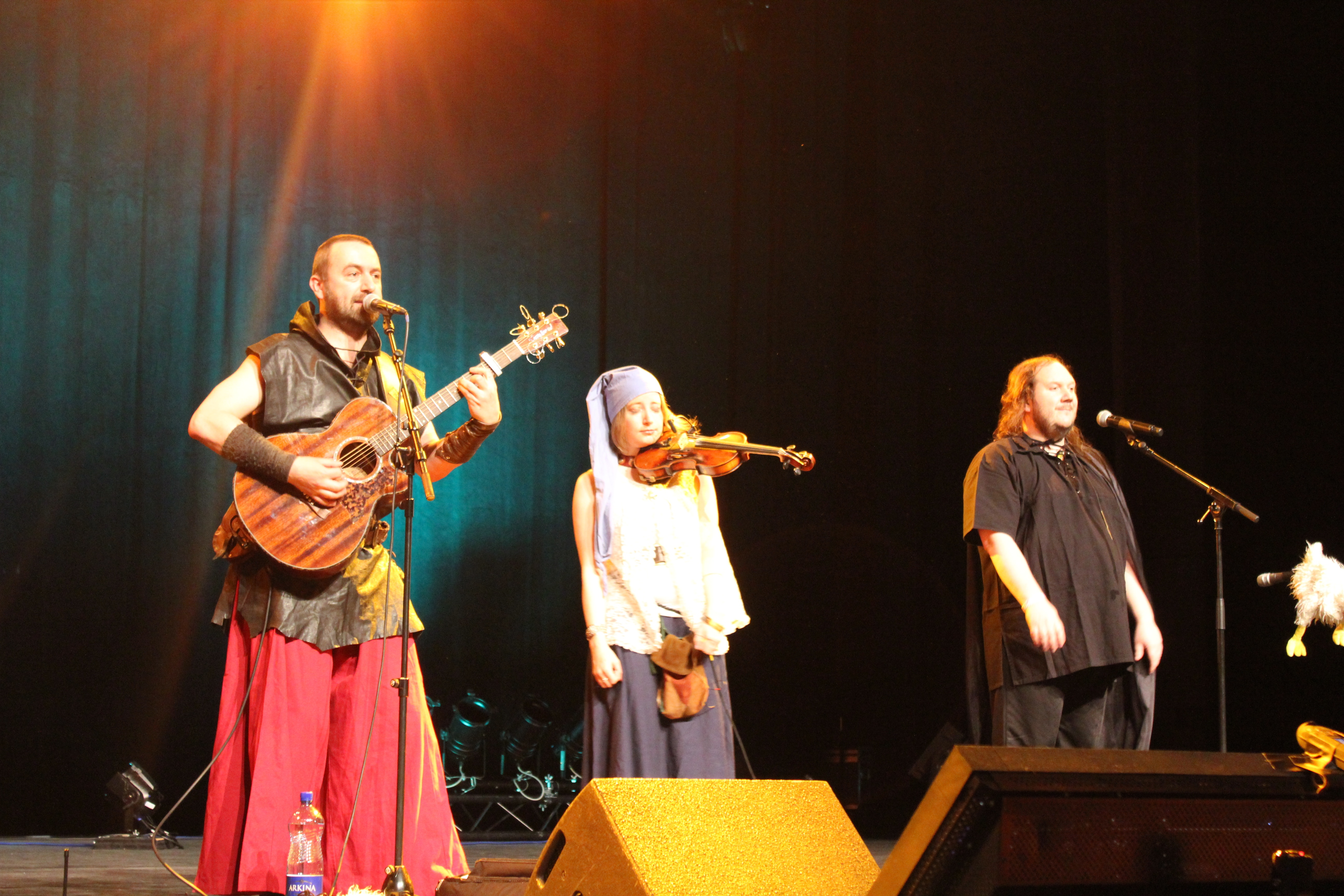
Le groupe Naheulband en concert au festival Polymanga à Montreux (Suisse) en 2014.

Quatre albums, composés par le groupe Naheulband, ont été édités, réunissant bonus et chansons inédites : Machins de taverne en 2003 À poil dans la forêt en 2005, Le Grimoire audio en 2008 et T'as pas le niveau en 2012.

### Bandes dessinées
Le Donjon de Naheulbeuk a été adapté en bande dessinée, avec toujours John Lang au scénario et Marion Poinsot au dessin. Cette adaptation reprend les dialogues de la série.

#### Le Donjon de Naheulbeuk
1. Tome 1 : Première saison, partie 1 (2005,  (ISBN 2-913714-67-6))
2. Tome 2 : Première saison, partie 2 (2005,  (ISBN 2-913714-81-1)). Une édition limitée contient une planche à autocollants.
3. Tome 3 : Deuxième saison, partie 1 (2006,  (ISBN 2-913714-92-7)). Une édition limitée du tome 3 contient des croquis de Marion Poinsot et une couverture différente  (ISBN 2-913714-99-4).
4. Tome 4 : Deuxième saison, partie 2 (2007,  (ISBN 978-2-35325-033-2)). Une édition limitée du tome 4 (dit Noëlbeuk), est présentée avec une couverture différente, un coffret rouge et des chaussettes brodées à l'effigie du Nain  (ISBN 978-2-35325-034-9).
5. Tome 5 : Deuxième saison, partie 3 (2008,  (ISBN 978-2-35325-085-1))
6. Tome 6 : Deuxième saison, partie 4 (2009,  (ISBN 978-2-35325-170-4))
7. Tome 7 : Troisième saison, partie 1 (2010,  (ISBN 978-2-35325-280-0))
8. Tome 8 : Troisième saison, partie 2 (2011,  (ISBN 978-2-35325-298-5))
9. Tome 9 : Troisième saison, partie 3 (2011,  (ISBN 978-2-35325-374-6))
10. Tome 10 : Quatrième saison, partie 1 (2012,  (ISBN 978-2-35325-406-4))
11. Tome 11 : Quatrième saison, partie 2 (2012,  (ISBN 978-2-35325-480-4))
12. Tome 12 : Quatrième saison, partie 3 (2013,  (ISBN 978-2-35325-520-7))
13. Tome 13 : Quatrième saison, partie 4 (2013,  (ISBN 978-2-35325-574-0))
14. Tome 14 : Cinquième saison, partie 1 (2014,  (ISBN 978-2-35325-623-5))
15. Tome 15 : Cinquième saison, partie 2 (2014,  (ISBN 978-2-35325-662-4))
16. Tome 16 : Cinquième saison, partie 3 (2015,  (ISBN 978-2-35325-689-1))
17. Tome 17 : Cinquième saison, partie 4 (2015,  (ISBN 978-2-35325-726-3))
18. Tome 18 : Cinquième saison, partie 5 (2016,  (ISBN 978-2-35325-750-8))
19. Tome 19 : Sixième saison, partie 1 (3 novembre 2016,  (ISBN 978-2-35325-771-3))
20. Tome 20 : Sixième saison, partie 2 (27 avril 2017,  (ISBN 978-2-35325-787-4))
21. Tome 21 : Sixième saison, partie 3 (9 novembre 2017,  (ISBN 978-2-35325-806-2))
22. Tome 22 : Sixième saison, partie 4 (12 avril 2018,  (ISBN 978-2-35325-819-2))
23. Tome 23 : Sixième saison, partie 5 (21 novembre 2018,  (ISBN 978-2-35325-830-7))
24. Tome 24 : Sixième saison, partie 6 (17 avril 2019,  (ISBN 978-2-35325-845-1))
25. Tome 25 : Sixième saison, partie 7 (20 novembre 2019,  (ISBN 978-2-353-25867-3))

#### Le Donjon de Naheulbeuk - L'intégrale prestige
Chaque album regroupe l'intégralité des bandes dessinées consacrées à une même saison de Naheulbeuk.
1. Tome 1 : Le donjon de Naheulbeuk - L'intégrale prestige, Saison 1 : Le donjon de Naheulbeuk (6 décembre 2012,  (ISBN 978-2-35325-482-8))
2. Tome 2 : Le donjon de Naheulbeuk - L'intégrale prestige, Saison 2 : Le donjon de Naheulbeuk (6 décembre 2012,  (ISBN 978-2-35325-483-5))
3. Tome 3 : Le donjon de Naheulbeuk - L'intégrale prestige, Saison 3 : Le donjon de Naheulbeuk (4 décembre 2014,  (ISBN 978-2-35325-668-6))
4. Tome 4 : Le donjon de Naheulbeuk - L'intégrale prestige, Saison 4 : Le donjon de Naheulbeuk (28 avril 2016,  (ISBN 978-2-35325-728-7))
5. Tome 5 : Le donjon de Naheulbeuk - L'intégrale prestige, Saison 5 : Le donjon de Naheulbeuk (25 janvier 2018,  (ISBN 978-2-35325-807-9))
6. Tome 6 : Le donjon de Naheulbeuk - L'intégrale prestige, Saison 6 : Le donjon de Naheulbeuk (10 novembre 2022,  (ISBN 978-2-35325-937-3))

Un coffret aux couleurs de la compagnie des Fiers de Hache, sort : Le donjon de Naheulbeuk à la plage (19 juin 2009).

#### Naheulbeuk - Fiers de Hache
Ces albums sont prévus pour raconter des histoires inédites, trois tomes sont actuellement sortis. Ils suivent la compagnie des Fiers de Hache et se situent après la sixième saison, Chaos sous la montagne.
Tome 1 : Naheulbeuk - Fiers de Hache: Les Gemmes de la discorde (2 juin 2021,  (ISBN 978-2-353-25904-5)).
L'année 1498 touche à sa fin. La poussière de la guerre retombe en Terre de Fangh, alors que les armées de Gzor, vaincues par l'Alliance Fanghienne, retournent se terrer dans le château de leur maître. Les Fiers de Hache, sortis victorieux et grandis du conflit à travers moult épreuves, aimeraient bien savourer quelques journées de paix. Ces moments simples et gratifiants où l'aventurier peut contempler ses lingots, faire des achats et vanter ses exploits. Hélas, leur répit sera de très courte durée, car la situation va bien vite dégénérer, les faire sombrer dans une spirale de problèmes d'un genre nouveau. Il faut bien dire que la célébrité n'est pas forcément une bonne chose quand on exerce le métier de baroudeur... A plus forte raison, quand on doit de l'argent à des Nains !
Tome 2 : Naheulbeuk - Fiers de Hache: L'Héritage de Folonariel (10 novembre 2022,  (ISBN 978-2-353-25936-6)).
Débarrassés de leurs problèmes les plus urgents, les Fiers de Hache, bardés d'expérience et de nouveaux équipements, se rassemblent à l'ambassade elfique de Glargh, alors que l'Elfe doit retrouver son gouvernement et ses responsabilités de reine de Folonariel. Et puis, il y a cette nouvelle prophétie indéchiffrable qui plane sur le groupe... Mais alors que la compagnie s'apprête à se séparer, les représentants elfiques les informent qu'un précieux trésor disparu, l'Héritage de Folonariel, que le propre grand-père de l'Elfe était parti chercher il y a des années, aurait été localisé ! Les états d'âme du Nain sont alors balayés par la promesse d'une bourse bien remplie, même les notes de frais sont remboursées, et c'est reparti pour une escapade. Il faudra cette fois traverser un machin plein d'eau pour y arriver : la mer... et affronter les périls des îles de la Crique des Pirates Mauves !
Tome 3 : Naheulbeuk - Fiers de Hache: La rançon du succès (17 novembre 2023,  (ISBN 978-2-353-25968-7)).
En revenant de leur périple en mer—un voyage au cours duquel ils ont failli mourir noyés, congelés, brûlés, dévorés, empoisonnés ou vendus comme esclaves—les Fiers de Hache remontent vers le Nord, longeant le fleuve Elibed, et passent par Kjaniouf. Une magnifique occasion se présente alors pour la Magicienne : elle peut rendre visite à sa famille, qui n'a pas eu de ses nouvelles depuis bien longtemps. Toutefois, l'accueil qui leur est réservé par les forces de l'ordre est pour le moins surprenant. On les accuse d'une quantité de choses qui, pour une fois, ne sont pas de leur faute ! D'où viennent ces accusations ? Est-ce encore le Nain qui traîne derrière lui une ardoise sinistre ? L'Ogre a-t-il un frère jumeau ? Ou bien est-ce le Ranger qui aurait caché des choses à son équipe ? Et qui est donc cet homme antipathique qui squatte la maison familiale de la Magicienne ? Tant de problèmes à résoudre...

#### Les Sbires du Donjon de Naheulbeuk
Cette série dérivée du Donjon de Naheulbeuk raconte les aventures de certains occupants du donjon de Zangdar, après le passage des Fiers de Hache. L'histoire commence à la veille de la saisie dudit donjon par les fonctionnaires de la Caisse des Donjons, alors que Zangdar est absent, étant parti à la poursuite des « voleurs de statuettes » à bord de son dirigeable, en compagnie de Reivax. Cette série est parue aux éditions Clair de Lune, scénarios de John Lang et dessins de Guillaume Albin. Un épisode a été publié à ce jour.
Tome 1 : Le donjon de Naheulbeuk - Tome 1 : Les Sbires du Donjon de Naheulbeuk (16 janvier 2017,  (ISBN 978-2-35325-782-9))
Zangdar est un sorcier puissant et irascible - surtout irascible - qui occupe depuis longtemps la place enviée de maître du donjon de Naheulbeuk. Fidèle à son caractère sanguin, c'est sans trop réfléchir qu'il a récemment quitté le donjon pour s'en aller poursuivre, en dirigeable, des aventuriers mesquins voleurs de statuettes. Hélas, cela fait si longtemps qu'il a signé ses contrats d'exploitation donjonniques qu'il en a oublié les lignes en petits caractères. En cas d'absence prolongée du maître, le donjon passerait contractuellement aux mains de la CDD ! Au bout de quelques jours, c'est donc avec de nombreux parchemins tamponnés que débarquent Brodik Jeanfuret, sa milice et son équipe, en zélés fonctionnaires soucieux de nettoyer l'endroit. Gérard le Terrible, le bourreau, se retrouve avec ses collègues et ses prisonniers dans une position délicate.
Tome 2 : Le donjon de Naheulbeuk - Tome 2 : Les Sbires du Donjon de Naheulbeuk (14 octobre 2020,  (ISBN 978-2353258925))
Gérard et sa clique sont parvenus à faire leur premier coup : kidnapper un noble contre rançon. Ayant empoché une somme rondelette, ils se mettent en route vers Glargh, prêts à y assumer une nouvelle identité. C'est sans compter la vindicte de Sigismond Abélard, 3e du nom, ni leur épouvantable propension à attirer la malchance... Car lorsque la compagnie d'aventuriers arrive en ville, certains événements échappent rapidement à tout contrôle !

#### Les Arcanes de Naheulbeuk
Cette série reprend les articles de l'encyclopédie en ligne Naheulbeuk pour présenter monstres, concepts, mythologie et héros qui peuplent la Terre de Fangh. Les articles sont entrecoupés de saynètes adaptant en bande-dessinée les chansons et fausses publicités autour du donjon et quelques articles de l’Encyclopédie de Naheulbeuk.
1. L'Arrière-boutique de la Terre de Fangh : Bière, monstre, et bière (21 février 2008,  (ISBN 978-2-35325-042-4))
2. L'Arrière-boutique de la Terre de Fangh : Des boudins et des Elfes (5 mars 2009,  (ISBN 978-2-35325-097-4))
3. L'Arrière-boutique de la Terre de Fangh : La Vie d’aventurier (18 mars 2010,  (ISBN 978-2-35325-194-0))
4. Coffret : Les arcanes de Naheulbeuk - Coffret 3 volumes : Les arcanes de Naheulbeuk (8 novembre 2012,  (ISBN 978-2-35325-481-1))

#### La Tour de Kyla
La Tour de Kyla est une série de 4 tomes parue aux éditions Clair de Lune, scénarios de Le Fab et dessins de Zaz, de 2007 à 2010. L'histoire se situe dans la Terre de Fangh, la tour de Kyla se trouvant à côté du château de Gzor, et fait intervenir certains personnages du Donjon de Naheulbeuk. Le créateur du Donjon, John Lang, a donné son accord formel aux auteurs de Kyla pour réaliser ce spin-off. Un roman intitulé La Tour de Kyla est également sorti en 2011.

#### La Malédiction de Tirlouit
La Malédiction de Tirlouit est une série de 2 tomes parue aux éditions Clair de Lune, scénarios de Guillaume Albin et dessins de Sylvie Sabater. L'histoire se situe dans la Terre de Fangh.
1. Tome 1 (juin 2013)  (ISBN 978-2-35325-536-8)
2. Tome 2 (juin 2014)  (ISBN 978-2-35325-619-8)

### Romans
- Saison 3 : La Couette de l’Oubli
  - éditions Octobre, juin 2008  (ISBN 978-2-36640-005-2)
  - éditions J'ai lu, octobre 2009  (ISBN 978-2-290-01452-3)
- Saison 4 : L'Orbe de Xaraz
  - éditions Octobre, novembre 2009  (ISBN 978-2-915-62127-3)
  - éditions J'ai lu, mars 2011  (ISBN 978-2-290-02599-4)
- Saison 5 : Le Conseil de Suak
  - éditions Octobre, juin 2011  (ISBN 978-2-915621-31-0)
  - éditions J'ai lu, octobre 2012  (ISBN 978-2-290-04154-3)
- Saison 1 et 2 : À l'Aventure, compagnons
  - éditions Octobre, juin 2013  (ISBN 978-2-915621-42-6)
  - éditions J'ai lu, novembre 2014  (ISBN 978-2-290-08097-9)
- Saison 6 : Chaos sous la montagne
  - éditions Octobre, novembre 2014  (ISBN 978-2-915621-47-1)
- Hors saison : Les Veilleurs de Glargh
  - éditions Octobre, aout 2019  (ISBN 978-2-915621-52-5)

Un pack sorti aux éditions J'ai lu contient les trois tomes des saisons 3, 4 et 5 (octobre 2013)  (ISBN 978-2-290-07685-9)
Les romans des saisons 1 à 6 ont également été publiés sous la forme de deux intégrales aux éditions J'ai lu : l'intégrale 1 comporte les romans À l'Aventure, compagnons, La Couette de l’Oubli et L'Orbe de Xaraz, l'intégrale 2 rassemble Le Conseil de Suak et Chaos sous la montagne.

### Série animée
Fin 2007, la société de production Nomad Films approche l'équipe chargée de la bande dessinée du Donjon de Naheulbeuk pour un projet de série d'animation.
À partir de 2011, la pré-production est lancée. En 2013, alors en difficulté dans la continuation du projet, Nomad Films décide de lancer un financement participatif sur la plateforme MyMajorCompany. Le 11 décembre 2013, le financement est bouclé à près de 200% (même s'il s'agit d'une part assez faible du budget de production total) ; il atteint en effet près 188 996 euros alors que les besoins étaient estimés à 95 000.
Pendant quatre ans, la page Facebook s'exprime de moins en moins fréquemment, faisant part de plusieurs difficultés de production. En septembre 2014, malgré une production n'ayant toujours pas démarré, l'épisode pilote de la série est dévoilé lors du Swiss Web Program Festival. En mai 2015, la société de production décide de mettre un terme à ses financements, les engagements étant impossibles à tenir. Le 3 avril 2017, le community manager de la page annonce l'ouverture d'une procédure de liquidation de la structure de production.
Le 20 janvier 2019, soit près de 12 ans après le début du projet et 6 ans après le financement participatif, John Lang s'exprime officiellement dans une lettre. Il y donne plus de détails sur le processus de production chaotique et sa volonté toujours intacte de terminer la série malgré de gros obstacles. John Lang termine sa lettre en se concentrant sur le projet de jeu vidéo Le Donjon de Naheulbeuk : L'Amulette du Désordre, attendant une éventuelle reprise des activités de production de la série animée.

### Jeux
Lang a voulu rendre encore hommage au jeu de rôle en créant son propre jeu de rôle papier, distribué gratuitement sur internet et mettant en scène des aventuriers maladroits et débiles sur la terre de Fangh.
Le système de jeu est inspiré du jeu de rôle médiéval fantastique l’Œil noir avec lequel POC aurait fait ses premières parties. À l'origine, le système était adapté pour que les échecs et réussites critiques aux dés soient très fréquents (1 chance sur 5) et aux conséquences particulièrement dangereuses, mais à la suite de quelques modifications définitives des règles du jeu, ces facteurs ont été réduits (1 chance sur 10) afin de préserver l'aspect rocambolesque de certaines actions tout en améliorant l'espérance de vie des personnages face au hasard. Le jeu donne également une grande part au hasard dans la création du personnage : ceci peut rendre certains personnages très forts et d’autres presque incompétents pour faire quoi que ce soit à l'aventure, comme si on comparait le Barbare au Ranger dans la série audio.
Le jeu est sorti vers juin 2009, et continue d'être mis à jour fréquemment, tant par l'auteur que par une active communauté de fans.
Un jeu de société produit par Repos Production a été créé par Antoine Bauza et Ludovic Maublanc en 2010.
Le jeu de rôle papier a été publié en octobre 2016 aux éditions Le Grimoire. Il est accompagné du Grand Bestiaire des environs de la Terre de Fangh.
En 2018 est parue La Geste de Gurdil : l'adaptation en livre-jeu de la chanson éponyme (éditions Le Grimoire).
Les Billets de la Terre de Fangh qui est un accessoire pour le jeu de plateau la Noblesse de Glargh a été publié en 2018. Editions Le Grimoire.

### Jeu vidéo
L'histoire est adaptée en un jeu vidéo nommé Le Donjon de Naheulbeuk : L'Amulette du désordre, sorti en 2020, d'abord sur Windows puis sur Nintendo Switch l'année suivante. Dungeon crawler et tactical RPG, il est développé par Artefacts Studio et édité par Dear Villagers. Un deuxième jeu, nommé Le Maître du Donjon de Naheulbeuk, est sorti le 15 novembre 2023.

## Accueil et ventes
Le 13 septembre 2014, lors de la soirée de remise des prix du premier Swiss Web Program Festival, Le Donjon de Naheulbeuk se voit attribuer le Prix du Public dans la catégorie Humour ainsi que le Grand Prix du Public,.
« Un délire Internet » devenu « phénomène de librairie », selon l’analyse du Point
Le roman L’Orbe de Xaraz a été récompensé par le Prix Merlin 2010.
Sur la saison littéraire 2010-2011, Le Conseil de Suak se classe au 22e rang pour les romans[source insuffisante].
Concernant les bandes dessinées, fin 2006, l’éditeur Clair de Lune annonçait des ventes cumulées supérieures à 200 000 exemplaires pour les deux premiers albums[source insuffisante]. Les ventes du tome 1 ont dépassé les 100 000 exemplaires en 2005[source insuffisante], celle du tome 2 les 120 000 en 2006[source insuffisante] et celles du tome 5 les 150 000 en 2008[source insuffisante].

## Clins d’œil
De très nombreux clins d’œil sont fait à d’autres œuvres, par le jeu de l'auteur ou de la dessinatrice, qui parodient certaines situations et font intervenir des personnages tertiaires connus. Les compétences et systèmes de « jeu » sont inspirés de divers jeux de rôles, notamment Donjons et Dragons, L'Œil noir et Warhammer.
Dans l'adaptation en bande dessinée, on peut voir à l'arrière plan des personnages tirés de divers univers, notamment Noob ou encore Kaamelott.
John Lang tient à jour des fiches d’épisode où il délivre toutes ses références musicales, littéraires et cinématographiques pour la réalisation des musiques et bruitages de ses épisodes.